# Ramelajski jezici
Ramelajski jezici (istočnotimorski jezgrovni jezici), malena skupina timorskih jezika, austronezijska porodica, koja obuhvaća 6 jezika s Istočnog Timora, otok Timor. Jezici unutar nje podijeljeni su na 3 podskupoine, centralnu s jezikom mambae [mgm]; istočnu s jezicima Galoli [gal], idaté [idt] i lakalei [lka]; i zapadnoramelajsku s jezicima kemak [kem] i tukudede [tkd].
Stari naziv istočnotimorski jezici zamijenjen je novijim nazivom, ramelajski jezici, prema lokalitetu na kojem se govore, planinama Ramelau u Istočnom Timoru

## Vanjske poveznice
- East Nuclear Timor, Ethnologue (14th)
- East Nuclear Timor, Ethnologue (15th)